# Evangelický hřbitov v Šonově
Evangelický hřbitov v Šonově je konfesní pohřebiště v katastru Šonova u Nového Města nad Metují, části obce Provodov-Šonov. Nachází se v části Šonova, která je stavebně srostlá s vedlejšími Václavicemi.

## Historie
Pohřebiště vzniklo jako konfesní evangelický hřbitov v roce 1860. Iniciátorem jeho založení byl Jan Bedřich Kučera, evangelický farář augsburského vyznání, působící tehdy na sboru v Černilově. Roku 1665 byl hřbitov doplněn budovou kostela. Areál kostela a hřbitova později převzala Českobratrská církev evangelická, konkrétně Farní sbor Českobratrské církve evangelické v Náchodě – Šonově.

## Stavební podoba
Hřbitov má čtvercový půdorys a je ohrazen cihlovou zdí. Přímo sousedí s obecní obytnou zástavbou. Část jeho plochy zabírá budova evangelického kostelíka. Na hřbitově se nachází několik historicky hodnotných náhrobků a pomník obětem první světové války.